# Ambiga Sreenevasan

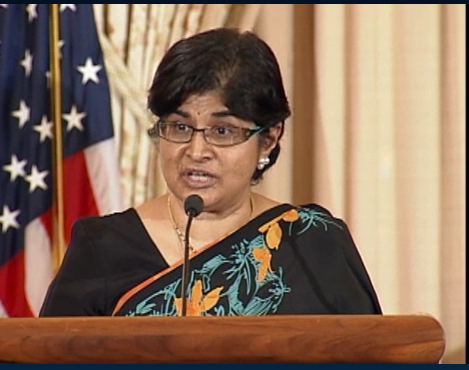
Ambiga Sreenevasan (2009)

 Ambiga Sreenevasan (* 1956) ist eine malaysische Rechtsanwältin und Menschenrechtlerin. Sie ist ehemalige Schülerin der Convent Bukit Nanas, einer bekannten Mädchenschule im Herzen Kuala Lumpurs. Von 2007 bis 2009 war sie Präsidentin des Malaysian Bar Councils, der Standesvertretung malaiischer Rechtsanwälte.
1982 gründete Dato’ Ambiga die Anwaltskanzlei Sreenevasan, Advocates & Solicitors und ist seitdem praktizierende Juristin. Derzeit ist Dato' Ambiga Schlichterin in der malaiischen Anwaltskammer. Zudem ist sie Mitglied der Malaysian Intellectual Property Association (Vereinigung für geistiges Eigentumsrecht Malaysia), der International Association for the Protection of Intellectual Property (internationalen Vereinigung für den Schutz des geistigen Eigentums), sowie der Asian Patent Attorneys Association (asiatischen Patentanwaltvereinigung). 
Aktuell sitzt sie der Volksbewegung für freie und faire Wahlen, Bersih 2.0 vor. Überdies war sie am Entwurf und an der Präsentation vieler Memoranda bezüglich des Rechtsstaats, der Judikative, des Rechtswegs, der Rechtshilfe, des interreligiösen Dialogs und vieler anderen Menschenrechtsthemen. 
Ihr Jurastudium absolvierte sie an der University of Exeter in England. Im Juli 2011 hat sie einen Ehrendoktortitel von ihrer Alma Mater verliehen bekommen. 

## Ehrung
März 2009 erhielt Ambiga Sreenevasan als eine von acht Frauen den International Women of Courage Award, eine Auszeichnung, die alljährlich vom Außenministerium der USA an Frauen in aller Welt verliehen wird, die sich mit besonderem Mut für religiöse Toleranz, Bürgerrechte und die Gleichberechtigung der Frau eingesetzt haben. Anlässlich der Verleihungszeremonie würdigte Außenministerin Hillary Clinton die Preisträgerin: 
"Ambiga Sreenevasan hat in Malaysia Bemerkenswertes erreicht. Sie hat juristische Reformen und eine saubere Regierungsführung vorangetrieben, hat sich für religiöse Toleranz eingesetzt und war immer eine resolute Befürworterin der Gleichberechtigung von Frauen und deren voller politischer Beteiligung. Sie ist eine Person, die nicht nur in ihrem eigenen Land arbeitet, sondern deren Einfluss auch jenseits der Grenzen Malaysias zu spüren ist. Es ist mir eine große Ehre, sie zu würdigen und auf das Podium einzuladen."

## Einsatz für Religiöse Toleranz
Ambiga Sreenevasan hat sich in Malaysia über viele Jahre engagiert für Religionsfreiheit eingesetzt. Sie war unter anderem die Anwältin von Lina Joy, einer Muslima, die zum christlichen Glauben konvertieren wollte. Sie argumentierte, dass Artikel 121(1A) des malaiischen Grundgesetzes Muslimen die Religionsfreiheit nicht vorenthält. Manche muslimischen Vereinigungen warfen ihr daraufhin die Anfechtung der Scharia-Gesetze vor, eine Anschuldigung, die in manchen muslimischen Ländern schwer wiegen kann.
In ihrer Funktion als Präsidentin des Malaysian Bar Council akzeptierte Ambiga ein Memorandum zur Gründung einer religionsübergreifenden Kommission, in dem 14 Forderungen gestellt wurden. Ferner hielt sie ein Forum über den Artikel 121(1A) des malaiischen Grundgesetzes ab, der sich mit dem Gesetz der Scharia befasst und das Recht von Muslimen auf Religionsfreiheit behandelt. Diesem Forum wurde mit großen Protesten seitens konservativer Muslime begegnet.

## Bersih 2.0
Ambiga Sreenevasan ist die Vorsitzende der Protestbewegung 'Bersih 2.0' (Sauberkeit 2.0). Diese Gruppe fordert von der malaiischen Wahlkommission, saubere und freie Wahlen zu garantieren. Vergangene Wahlen in Malaysia wurden häufig von Betrugsvorwürfen überschattet. Die Kommission fordert deshalb u. a. die Revision des Wählerverzeichnisses, eine Reform des Briefwahlrechts, die Benutzung dokumentenechter Tinte, die Verlängerung der Zeiten für Wahlkampagnen auf mindestens 21 Tage und den gleichberechtigten Zugang aller politischen Parteien zu den Medien.
Diese Forderungen von Bersih wurden mehrfach von der Wahlkommission abgetan, welche die Organisation als Schachfigur der politischen Opposition des Landes bezeichnet. Der stellvertretende Vorsitzende der Wahlkommission, Wan Ahmad Wan Omar warf der Initiative vor, „sie wolle die legitime Regierung stürzen.“ Ihrerseits kritisierte Ambiga das Betragen der Wahlkommission und mahnte sie zu mehr politischer Unabhängigkeit.